# Дом Інвалідів (Соль-Ілецький міський округ)
Дом Інвалі́дів (рос. Дом Інвалидов) — селище у складі Соль-Ілецького міського округу Оренбурзької області, Росія.

## Населення
Населення — 573 особи (2010; 541 у 2002).
Національний склад (станом на 2002 рік):
- росіяни — 70 %